# Álgebra de Cantor
En matemáticas, el Álgebra de Cantor es un semigrupo abeliano según la operación aditiva de  unión y multiplicativa de intersección, puesto que para estas leyes de composición interna se cumplen las propiedades conmutativa y asociativa; sin embargo, no es un grupo  puesto que las ecuaciones {\displaystyle A\cup X=B},  {\displaystyle A\cap X=B} no poseen soluciones; por ejemplo, para el caso en que los conjuntos no se intersequen: {\displaystyle A\cap B=\emptyset }. Por consiguiente, el álgebra de Cantor según las operación binádicas de unión e intersección de conjuntos no es un anillo. Esta álgebra pertenece a otra clase de álgebras fundamentales, o sea a la clase de retículos.

## Definición
El álgebra de Cantor es la cuaterna {\displaystyle <{\boldsymbol {B(1)}},\cup ,\cap ,->} cuyo portador es booleano de un conjunto universal 1 y cuya signatura son las operaciones de unión {\displaystyle \cup }, de intersección {\displaystyle \cap } , de complemento {\displaystyle -}.

### Posible cotejo conceptual
El álgebra completa Cantor es el álgebra de Boole completa por los subcojuntos de Borel (Balcar y JECH 2006). Es isomorfa a la finalización del álgebra contable de Cantor. (El álgebra completa Cantor a veces se llama el álgebra de Cohen, aunque "el álgebra Cohen" por lo general se refiere a un tipo diferente de álgebra de Boole.) El álgebra completa Cantor fue estudiada por John von Neumann en 1935 (más tarde publicado como (von Neumann 1998)), que demostró que no es isomorfo al álgebra aleatoria de Borel  subconjuntos medida módulo cero sets.

## Propiedades
- La unión y la intersección son conmutativas

{\displaystyle A\cup B=B\cup A}, también {\displaystyle A\cap B=B\cap A}
- La unión y la intersección son asociativas

{\displaystyle A\cup (B\cup C)=(A\cup B)\cup C)}, también {\displaystyle A\cap (B\cap C)=(A\cap B)\cap C)}
- La unión es distributiva respecto de la intersección

{\displaystyle A\cup (B\cap C)=(A\cup B)\cap (A\cup C)}
- La intersección es distributiva respecto de la unión

{\displaystyle A\cap (B\cup C)=(A\cap B)\cup (A\cap C)}
- Idempotencia de la unión e idempotencia de la intersección

{\displaystyle A\cup A=A}, también {\displaystyle A\cap A=A}
- Operación con los conjuntos universal 1 y vacío {\displaystyle \emptyset }

{\displaystyle A\cup 1=1}; {\displaystyle A\cup \emptyset =A}; {\displaystyle A\cap 1=A}; {\displaystyle A\cap \emptyset =\emptyset }
- Propuestas por De Morgan

{\displaystyle (A\cup B)^{c}=A^{c}\cap B^{c};} {\displaystyle (A\cap B)^{c}=A^{c}\cup B^{c};}
- Involución

{\displaystyle (A^{c})^{c}=A}

## Teorema
La siguiente proposición, conocida como teorema de Stone, expresa que «el álgebra de Boole es isomorfa al álgebra de Cantor».